# Рассохино (Ярославская область)
Рассохино — деревня Арефинского сельского поселения Рыбинского района Ярославской области.
Небольшая деревня расположена к западу от центра сельского поселения села Арефино, на удалении около 1 км от левого берега реки Ухра. Она стоит на правом берегу небольшого безымянного ручья, притока Ухры. На расстоянии около 1 км к востоку от Рассохино на берегу Ухры стоит деревня Афремово, а на расстоянии 1,5 ки к северу — деревня Городишка. К юго-западу от деревни заболоченный лес по которому протекают притоки реки Талицы . 
Деревня Разсохина обозначена на плане Генерального межевания Рыбинского уезда 1792 года.
На 1 января 2007 года в деревне Рассохино не числилось постоянных жителей . Деревню обслуживает почтовое отделение, расположенное в центре сельского поселения селе Арефино .